# 2065.
◄ | 20. stoljeće | 21. stoljeće | 22. stoljeće | ►
◄ | 2030-ih | 2040-ih | 2050-ih | 2060-ih | 2070-ih | 2080-ih | 2090-ih | ►
◄◄ | ◄ | 2062. | 2063. | 2064. | 2065. | 2066. | 2067. | 2068. | ► | ►►
Astronomija

## Događaji
- 17. veljače – Pomrčina Sunca koju će se moći vidjeti u Europi i sjevernoj Africi.
- 2. kolovoza – Pomrčina Sunca koju će se moći vidjeti na jugu Indijskog oceana i Antarktici.
- 11. studenoga – Merkurov prijelaz preko Sunčeva diska.
- 22. studenoga, 12:45 UTC – Venera će okultirati Jupiter. Bit će vrlo teško za pratiti sa Zemlje, jer će elongacija Venera i Jupitera sa Sunca u to vrijeme biti samo 7 stupanja. Ovaj će događaj biti prva okultacija planeta drugom planetom još od 3. siječnja 1818. godine. Iduća će se pojaviti već za dvije godine, 15. srpnja 2067. godine.